# Захист судді
«Захист судді» (англ. The Judge's Vindication) — американська короткометражна драма режисера Оскара Апфеля 1913 року.

## Сюжет
Суддя Харріс відмовляється вирішити справу на користь однієї великої компанії. Глава цієї компанії клянеться, що «знищить» суддю і відразу приступає до виконання своєї клятви. Незабаром після цього, з їхньою допомогою, суддя притягнутий до відповідальності. На його захист виступає молодий репортер.

## У ролях
- Ірвінг Каммінгс — молодий репортер
- Мей Ботті — Роза — дочка судді
- Едвард П. Салліван — суддя Гарріс
- Еджен Де Леспін
- Ральф Льюїс
- Сью Бальфур